# Deverike
Deverike (Abramis) su rod od jedne i istoimene vrste slatkovodnih riba porodice šarana (latinski Cyprinidae), reda šaranki (latinski Cypriniformes), rasprostranjene u rijekama srednje Europe od Pireneja do Kaspijskog mora u Aziji. Tipična značajka je visoko sa strane jako spljošteno tijelo. Nastanjuju stajaće ili sporo tekuće vode s visokim sadržajem organskih tvari. Također se nalazi u nekim bočatim vodama. 
Nekada su u nju klasificirane i vrste Ballerus ballerus pod sinonimom Abramis ballerus ili Kosalj (Linnaeus, 1758) i Ballerus sapa,  pod sinonimom Abramis sapa (Pallas, 1814) - Crnooka deverika, koje čine po najnovijim podacima poseban rod ballerus.
Naraste najviše 82 cm.

## Popis vrsta
1. Abramis brama (Linnaeus, 1758) - Deverika

### Sinonimi
- Abramis alburnus, (Linnaeus, 1758) sinonim za Alburnus alburnus
- Abramis argyreus, Valenciennes, 1844 sinonim za Abramis brama
- Abramis ballerus, (Linnaeus, 1758) sinonim za Ballerus ballerus
- Abramis balteatus, (Richardson, 1836) sinonim za Richardsonius balteatus
- Abramis bipunctatus, (Bloch, 1782) sinonim za Alburnoides bipunctatus
- Abramis bjoerkna, (Linnaeus, 1758) sinonim za Blicca bjoerkna
- Abramis björkna, (Linnaeus, 1758) sinonim za Blicca bjoerkna
- Abramis blicca, (Bloch, 1782) sinonim za Blicca bjoerkna
- Abramis brama danubii, Pavlov, 1956 sinonim za Abramis brama
- Abramis brama orientalis, Berg, 1949 sinonim za Abramis brama
- Abramis brama sinegorensis, Lukash, 1925 sinonim za Abramis brama
- Abramis cotis, (Hamilton, 1822) sinonim za Osteobrama cotio cotio
- Abramis elongatus, Valenciennes, 1844 sinonim za Vimba elongata
- Abramis elongatus asianus, Steindachner, 1897 sinonim za Vimba melanops
- Abramis erythropterus, Valenciennes, 1844 sinonim za Blicca bjoerkna
- Abramis frivaldszkyi, Heckel, 1843 sinonim za Vimba vimba
- Abramis gangeticus, (Swainson, 1839) sinonim za Osteobrama cotio cotio
- Abramis gehini, Blanchard, 1866 sinonim za Abramis brama
- Abramis lateralis, (Girard, 1856) sinonim za Richardsonius balteatus
- Abramis mantschuricus, Basilewsky, 1855 sinonim za Megalobrama mantschuricus
- Abramis melanops, Heckel, 1837 sinonim za Vimba melanops
- Abramis microlepidotus, Valenciennes, 1844 sinonim za Abramis brama
- Abramis microlepis, De Filippi, 1863 sinonim za Acanthalburnus microlepis
- Abramis micropteryx, Valenciennes, 1844 sinonim za Blicca bjoerkna
- Abramis nordmannii, Dybowski, 1862 sinonim za Vimba vimba
- Abramis orgibi, (Sykes, 1839) sinonim za Rohtee ogilbii
- Abramis pekinensis, Basilewsky, 1855 sinonim za Parabramis pekinensis
- Abramis sapa, (Pallas, 1814) sinonim za Ballerus sapa
- Abramis sapa aralensis, Tiapkin, 1939 sinonim za Ballerus sapa
- Abramis sapa bergi, Belyaeff, 1929 sinonim za Ballerus sapa
- Abramis schreibersii, Heckel, 1837 sinonim za Ballerus sapa
- Abramis tenellus, Nordmann, 1840 sinonim za Vimba vimba
- Abramis terminalis, Richardson, 1846 sinonim za Megalobrama terminalis
- Abramis urmianus, Günther, 1899 sinonim za Acanthalburnus urmianus
- Abramis versicolor, DeKay, 1842 sinonim za Notemigonus crysoleucas
- Abramis vetula, Heckel, 1836 sinonim za Abramis brama
- Abramis vigorsii, (Sykes, 1839) sinonim za Osteobrama vigorsii
- Abramis vimba, (Linnaeus, 1758) sinonim za Vimba vimba
- Abramis vulgaris, Mauduyt, 1849 sinonim za Abramis brama

## Vanjske poveznice
|  | Zajednički poslužitelj ima još gradiva o temi Deverike |
|  | Wikivrste imaju podatke o taksonu Deverike             |